# زک تایلر آیزن
زکِری تایلر آیزن (انگلیسی: Zachary Tyler Eisen؛ زادهٔ ۲۳ سپتامبر ۱۹۹۳) هنرپیشه و صدا پیشه سابق آمریکایی است.
از فیلم‌هایی که وی در آن نقش داشته است، می‌توان به آواتار: آخرین بادافزار که به بهترین نحو ایفای نقش کرد.